# 维多利亚·阿特金斯
维多利亚·玛丽·阿特金斯（英語：Victoria Mary Atkins，1976年3月22日—）是一位英国政治人物，保守党党员。2015年起一直是代表劳斯和合恩塞选区的下院议员。

## 早年经历和教育
阿特金斯是前保守党政府国家遗产部体育副大臣和欧洲议会议员罗伯特·阿特金斯的女儿。阿特金斯在位于兰开夏郡布莱克浦的独立学校--阿诺德学校受教育，该校为男女同校，其后在剑桥大学基督圣体学院学习法律。后又在中殿律师学院学习，1998年被授予律师资格。

## 早年政治事业
成为国会议员前，阿特金斯一直在伦敦作为大律师执业，业务领域是反欺诈。
2010年她曾入围保守党安全选区索尔兹伯里的党内候选人名单。2012年曾出马参选格洛斯特郡警察和罪案专员，但失利。